# Hans Hagen

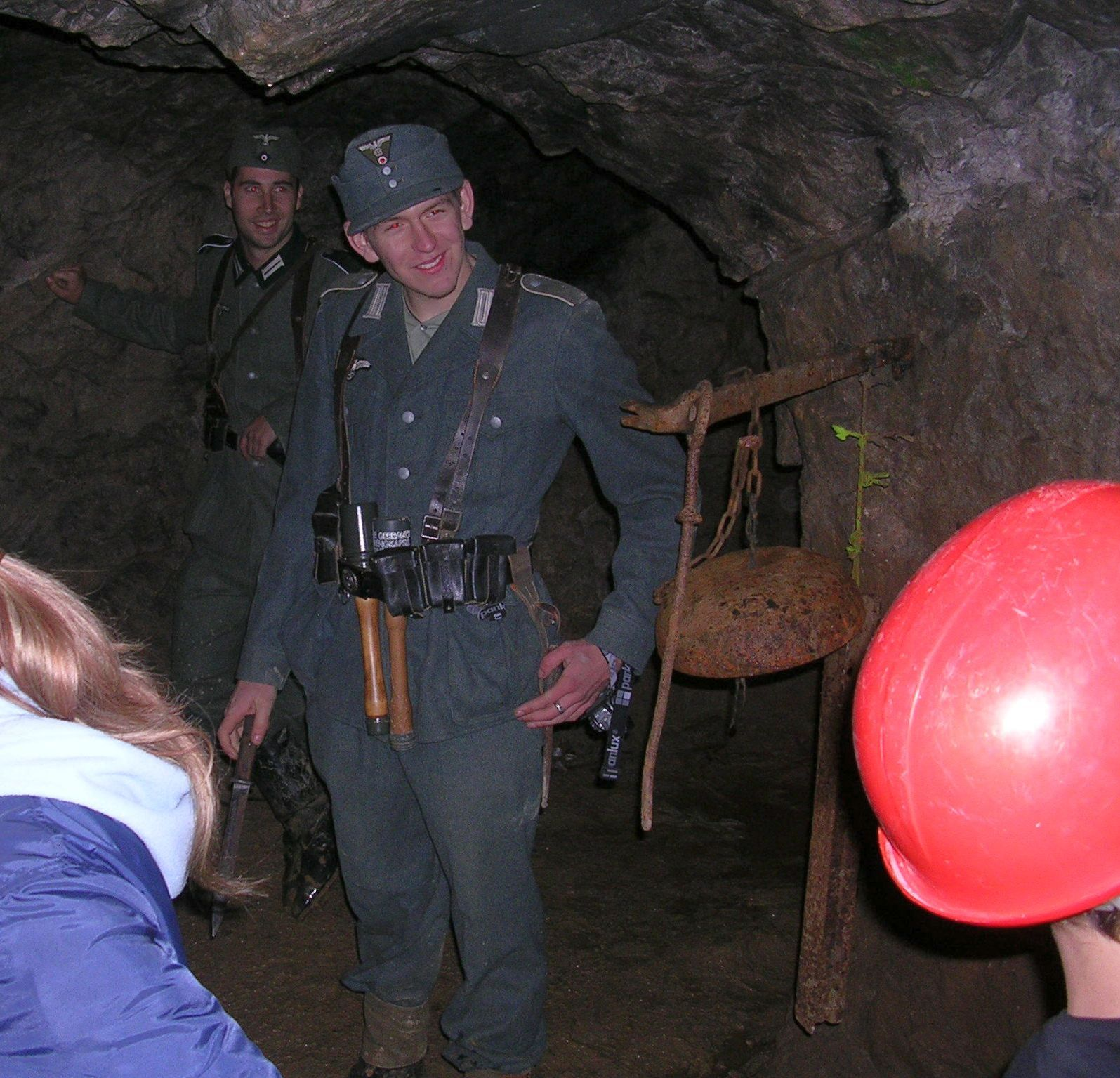
Osoby v německých uniformách u Hagenovy studánky a legendárního signálního zvonu v Hagenově štole jako atrakce při dnu otevřených dveří v Lomech Mořina v roce 2009

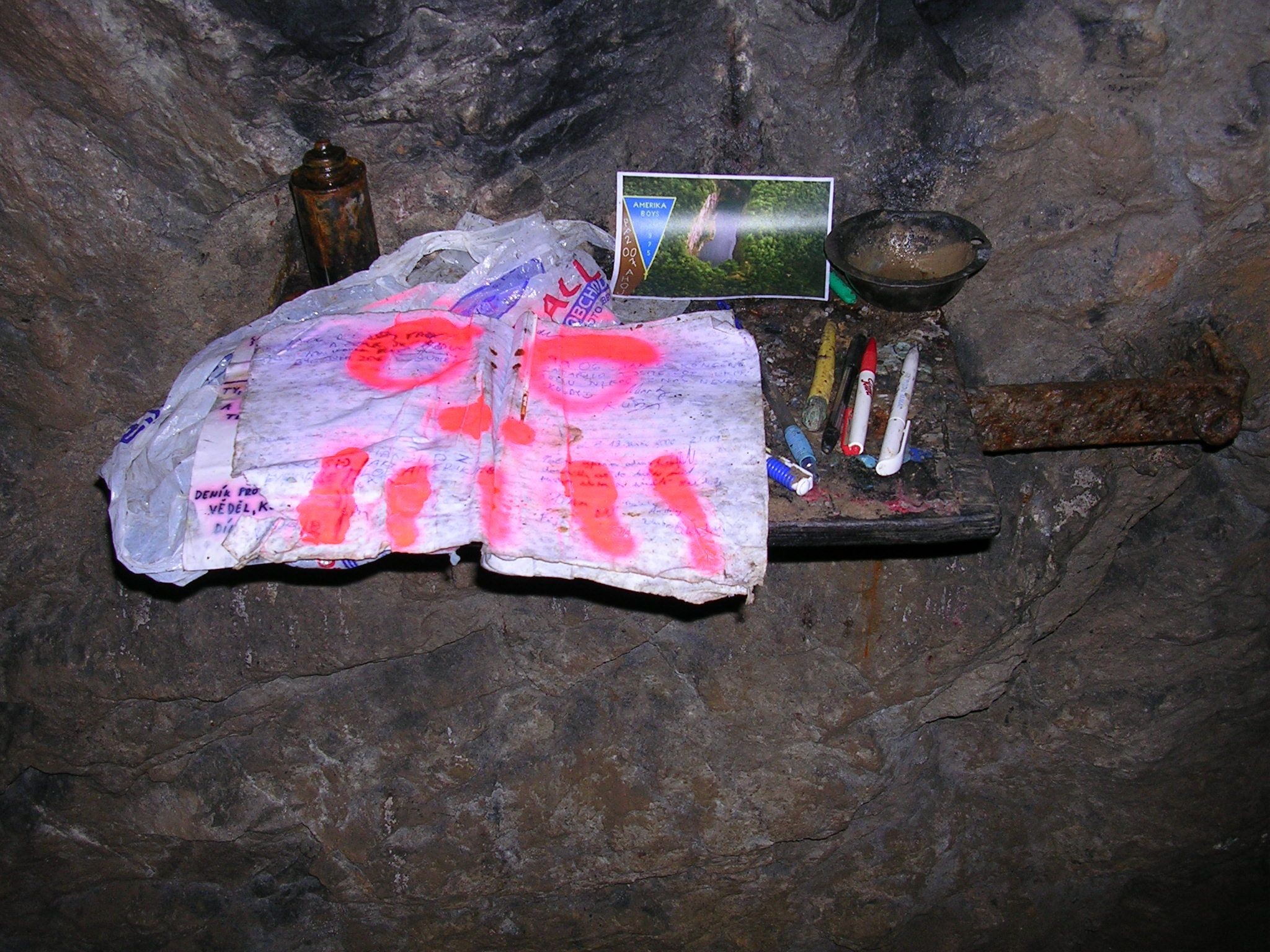
Polička s plesnivou návštěvní knihou v Hagenově štole v roce 2007, kdy ještě systém štol nebyl plně zabezpečen proti ilegálnímu vstupu

Hans Hagen je postava z legendy, jež je oblíbená zejména mezi trampy, kteří navštěvují soustavu vápencových lomů Amerika nedaleko Mořiny v Českém krasu. Existuje mnoho různých verzí legendy, která se šíří především ústním podáním.
Podle jedné z verzí byl Hans Hagen příslušník německé armády v období 2. světové války. Uvázl ve vápencových dolech poblíž Prahy, když se snažil uprchnout Rudé armádě do amerického zajetí. (Podle jiné verze byl příslušníkem jednotky Wehrmachtu sloužícím přímo na Karlštejně.) V lomech se schovával před Rudou armádou a aby se uživil, kradl horníkům jídlo. To se však horníkům nelíbilo a rozhodli se, že si to s ním vyřídí. Když ho pak naháněli po dole, hodil po nich ruční granát a to způsobilo zasypání dolu. Hagen byl už bezradný a tak se zastřelil. Kulka škrtla o zvon, kterým si horníci dávají znamení a podle pověsti tam teď přebývá jeho duch a kdo zazvoní na zvon 3 x po sobě, pro toho si přijde do roka a do dne. 
Podle legendy tradované mezi trampy od poválečných dob byl Hans Hagen dělníkem v lomu Malá Amerika. Při důlním neštěstí v podobě závalu zůstal se dvěma spolupracovníky pod sesuvem. Hansi Hagenovi se údajně podařilo protáhnout ven otvorem, kterým by jinak sotva prolezlo i malé dítě. Když se vracel pro své druhy, našel je mrtvé a zešílel. Běhal pak po štolách a okolí lomů Amerik, živil se převážně jídlem kradeným v leženích a osadách trampů, popřípadě chatách, a přebýval v jeskyni nedaleko Malé Ameriky, zvané Modlitebna. Ve své šílenosti vztekle alergický na vyslovení svého jména při posměšném zvolání „Hagene, ozvi se“ řval a shazoval ze skalních stěn dolů velké kameny. Protože si jako dělník v lomech pamatoval zvuk výstražného zvonění na zavěšenou kolejnici (později trampy nazvanou Hagenův gong), při jeho uslyšení běžel vždy zachraňovat do místa křížení štol někoho, o kom myslel, že potřebuje pomoc. Protože však byl šílený, odtáhl vždy jen dotyčného někam opodál a pak jej ponechal jeho osudu, nevěda, co vlastně s ním. Celkem logicky tramp, neznající spleť štol, v jeskynní tmě a bez světla také nemusel najít cestu ven. Z tohoto faktu vznikla část pověsti, že kdo zazvoní na Hagenův gong, už se ven ze spleti štol Malé Ameriky nevrátí. Legenda o Hansi Hagenovi léty nabírala další a další příběhy, zážitky, poznatky a touhy jej spatřit či spočítat, jestli by mohl ještě někde ve štolách pobíhat.